# Hudsonimyia parrishi
Hudsonimyia parrishi is een muggensoort uit de familie van de dansmuggen (Chironomidae). De wetenschappelijke naam van de soort is voor het eerst geldig gepubliceerd in 1982 door Caldwell and Soponis.